# Гликозидная связь
Гликозидная связь (англ. Glycosidic bond) — это тип ковалентной связи, которая соединяет молекулу сахара с другой молекулой, часто с другим сахаром. Гликозидная связь образуется между полуацетальной группой сахара (или производной сахара) и гидроксильной группой органического соединения, например, спирта.
Связь между аминогруппой или другой группой, содержащей атом азота, с сахаром, часто также называется гликозидной связью, хотя IUPAC этого и не рекомендует. Например, связь между сахаром и азотистым основанием в нуклеозиде называют гликозидной связью.
Вещество, содержащее гликозидные связи, называют гликозидом.